# Sapphire y Steel
Sapphire and Steel (Zafiro y Acero) es una serie de televisión de ciencia ficción británica, protagonizada por David McCallum como Steel y Joanna Lumley como Sapphire. Producida por ITC Entertainment y trasmitida en ATV desde 1979 hasta 1982, consistió de 34 episodios de 25 minutos cada uno. Es considerada como la respuesta primaria de esta cadena a la exitosa serie Doctor Who, de BBC. La serie fue creada por Peter J. Hammond, quién concibió la idea para la serie después de una estancia en un castillo inglés supuestamente embrujado. Hammond escribió todas las historias excepto la quinta, la cual fue escrita por Don Houghton y Anthony Read.

## Sinopsis
El programa se centraba en un par de operativos interdimensionales, los agentes titulares Sapphire y Steel, que pueden tomar una forma humana como ellos quieran, encargados de solucionar diferentes problemas a lo largo del tiempo en el planeta Tierra y en la sociedad humana, asignados para ayudar a los humanos a enfrentar diferentes peligros que pueden alterar los acontecimientos normales en la línea del Tiempo y provocar la destrucción del mundo. 
Muy poco era revelado de su propósitos o trasfondo en el curso de las series, donde ayudaban a solucionar diferentes problemas que se presentaban con los humanos, pero parecían pertenecer a una organización secreta en el universo (El Continuum), comprometido en guardar el orden y mantener la línea del Tiempo en el Universo, la integridad del Tiempo y el Espacio en un flujo normal y constante, sin mayores alteraciones que puedan perjudicar a los humanos. 
En la serie, se explicaba que el Tiempo es "como un corredor que rodea todo, que pasa por todo", pero existen puntos débiles en que el Tiempo es afectado - sugerido como una fuerza maligna (Entes del Caos) - ellos tienen un poder misterioso y místico, para poder entrar en el presente y se llevan cosas, personas y alteran la línea del tiempo. 
Estas "áreas débiles" en la línea del Tiempo eran ocasionadas por experimentos humanos, magia y en su mayor parte, por recuerdos que conservaban un momento alterado e inestable de eventos pasados, objetos antiguos, relojes, reliquias, recuerdos, casas viejas. Hay también criaturas desde los principios y finales del tiempo que vagan por el corredor, buscando los mismos puntos débiles para entrar al mundo de los humanos y alterar la línea del Tiempo, su llegada se anuncia con eventos extraños, relojes que se detienen, sombras que salen de las paredes, puertas que se cierran.
Estas rupturas en la línea del Tiempo son a menudo disparadas por la presencia de anacronismos, por ejemplo una rima infantil, una fotografía alterada que mezcla elementos antiguos y contemporáneos, una casa decorada para replicar un escenario de 1930, entonces llegan los agentes asignados para cerrar esa ruptura en la línea del Tiempo. 
Los Investigadores asignados, trabajando en parejas, se presentaban en forma sorpresiva, analizaban la situación, se comunican con la mente, pueden cambiar su forma con ilusiones, alterar el tiempo, retroceder en el tiempo algunas horas y si la intervención era necesaria, los Operadores (en estos casos, Sapphire y Steel) eran asignados para lidiar con el problema por una misteriosa autoridad oculta, para ser asistidos por otros Especialistas si era necesario, para trabajando juntos tratar de resolver el problema y devolver la normalidad a la línea del Tiempo, trabajando en el mundo como agentes secretos encubiertos o cazadores de fantasmas, sin revelar su propósito a los humanos cuando intervienen en las diferentes épocas de la línea del Tiempo, en el pasado, presente y futuro.
Las historias eran generalmente bastante crípticas, produciendo más preguntas que respuestas y tenían un aire escalofriante, con muchos misterios sin resolver, parecía una serie de suspenso y terror, con un final inesperado por los espectadores de la serie, pero siempre tratando de ayudar a las personas y lograr que su vida no sea alterada. 
Al programa se le había asignado un presupuesto de producción minúsculo, lo que condujo al uso de simples (pero muy efectivos) efectos especiales mínimo y teatrales, filmaciones en casas viejas y lugares extraños de Inglaterra, contribuyendo finalmente a la insegura atmósfera que enriquecía la serie con misterio y ciencia ficción. 
La ambigua naturaleza del programa se extendía a sus personajes principales. Mientras Sapphire era retratada como más amable y "humana" que el racional, frío, cerebral y gruñón Steel, era claro que la primera preocupación era lidiar con la ruptura del Tiempo, en ocasiones por encima de la seguridad de los humanos, atrapados en los incidentes que investigaban en cada capítulo de la serie, que eran rescatados de los peligros de alterar la línea del Tiempo, pero ellos también podían ser sacrificados para salvar al Universo, Tiempo y el Espacio. 
Los Operadores se hacen cada vez más amigos de los humanos y los ayudan a crecer, compartiendo alguna información con ellos, para que los ayuden a resolver los problemas y en donde se podrían encontrar nuevamente en el futuro, para enfrentar juntos a los enemigos que quieren alterar la continuidad del Tiempo y hacerle daño a los humanos.

## Los Operadores
"Todas las irregularidades serán manejadas por las fuerzas que controlan cada dimensión. Los elementos pesados transuránicos no podrán ser usados donde haya vida. Los pesos atómicos medios están disponibles: Gold, Lead, Copper, Jet, Diamon, Radium, Sapphire, Silver y Steel. Sapphire y Steel han sido asignados"
Estaba muy fuertemente implicado que Sapphire y Steel no eran humanos, dadas sus habilidades mentales, físicas y maneras de actuar frente a los problemas que tratan de resolver. Steel, por ejemplo, a menudo tenía vacíos significativos en su conocimiento de la cultura humana y aún la gracia de Sapphire, era templada con una cierta distancia de los humanos con los que interactuaban, lo que provocaba más intriga en la serie. 
En la Aventura 5, Steel confirmó que eran alienígenas "en el sentido extraterrestre", pero lo que esto significaba no estaba claro, vienen de otro mundo y otra dimensión del tiempo. Los dos también hicieron alusión a estar envueltos en el misterio del hundimiento del barco Mary Celeste, y en un caso declararon que esperarían que un barco surgiera a la superficie en 75 años. Esto podría sugerir que eran de excepcional edad o que algún tipo de viaje en el tiempo estaba implicado en sus apariciones en diferentes momentos de la historia humana.
Sapphire y Steel, que eran operadores, eran ocasionalmente asistidos por otros agentes, incluyendo Lead (Plomo), quien era otro operador y Silver (Plata), un especialista. Había 127 agentes en total, incluyendo 12 elementos transuránicos, en los cuales según palabras de Steel, no podía confiarse mucho, por ser elementos inestables y muy peligrosos, por lo tanto no debían ser usados donde hubiera vida. Aunque fueron descritos como elementos, los nombres código incluían no-elementos, como los mismos Sapphire y Steel, y Jet (con quien se insinúa que Steel estuvo relacionado en el pasado). 
Sapphire, a su vez, tenía una relación de flirteo con Silver, contribuyendo a un aire de sutil tensión sexual en las ocasiones en que Silver era llamado para asistir al dúo, en los problemas que debían solucionar trabajando juntos para mantener la continuidad del tiempo y el espacio, y ayudar a los humanos.
Dentro de las habilidades de Sapphire estaba el poder de manipular el tiempo en pequeñas formas y el de adivinar la edad, descubrir detalles históricos de objetos con solo tocarlos. Su más prominente habilidad era "regresar el tiempo", literalmente rebobinándolo en un área específica para ver o reemplazar el pasado, durante pocas horas o días, para ayudar a solucionar los problemas como una última alternativa. 
Ella también exhibía habilidad para obtener información sobre la gente solo estando cerca de ellos, sus edades e historia, pensamientos y secretos, además de introspecciones psicológicas en su personalidad, leer la mente de otras personas y operadores. A veces parecía como si ella no descubriera la información por ella misma, sino como si estuviese recibiendo la información telepáticamente de alguna fuente externa que los ayudaba. 
Saphire también podía manipular las emociones de las personas y proyectar ilusiones para poder alcanzar sus objetivos y lograr el éxito de la misión. Cuando usaba sus poderes mentales, sus ojos usualmente brillaban en un color azul intenso y juntos, trabajando como un equipo, podían enfrentar a los seres que llegaban a diferentes lugares y querían alterar la línea del Tiempo, en donde algunos de los seres humanos más inteligentes y elevados, también colaboraban con ellos para salvar al mundo.
Por otro lado, Steel podía congelarse al cero absoluto, lo que le daba la habilidad de destruir "fantasmas" al tocarlos con sus manos, que eran en realidad remanentes del Tiempo que provocaban problemas en la Tierra y la sociedad humana. Aparentemente poseía inmensa fuerza (en la aventura 3 Steel anuda cables de elevador para impedir que fuese usado) y un cierto grado de invulnerabilidad. Exhibía habilidades telekinéticas, pudiendo paralizar a personas con una mirada, doblar metales solo con las manos o abrir cerrojos con un gesto, como reflejo de la fortaleza de su elemento, el Acero.
Otros operadores también parecía tener poderes especiales. Silver Plata (interpretado por David Collings), un especialista que estaba especificado como Técnico, era bueno en el control de equipos electrónicos y artefactos de alta tecnología diseñados por los humanos, que eran utilizados para enfrentar a sus enemigos, incluso podía derretir metales, y crear o replicar objetos de la nada. 
Lead Plomo (interpretado por Val Pringle), por otro lado, poseía fuerza sobrehumana, podía atravesar puertas, romper paredes y podía actuar como "aislamiento" para Steel cuando éste se congelaba a temperaturas extremas, para aplastar a sus enemigos. Los operativos también podían comunicarse telepáticamente entre ellos y con otros humanos, y en el episodio 5 Sapphire Zafiro otorga esta habilidad a un ser humano, al cual ella llamó provisionalmente "Brass". La ficción hecha por fanáticos ha expandido la lista de operativos a más de cien, cubriendo casi cada elemento, la mayor parte gemas y piedras semi-preciosas.

## Formato de la serie
Cada aventura de Sapphire y Steel comenzaba con ellos apareciendo aparentemente de la nada, aunque a menudo ya estaban presentes cuando el episodio iniciaba. Usualmente, ellos investigaban y hacían amistad con varios humanos, y con frecuencia las locaciones eran lo que producía mayor interés - una antigua casa que databa del siglo XVIII, una estación de tren abandonada, un café-gasolinera de la era de los 40's, la aparición de fantasmas, soldados, etc.
Aunque las series duraron por un período de 4 años, se filmaron 4 temporadas, solo seis seriales o historias de tramas completas, consistiendo en un total de 34 episodios que fueron creados durante las 4 temporadas, cada episodio duraba aproximadamente 25 minutos. La primera y segunda historia fueron trasmitidas en el verano de 1979, la trasmisión de la segunda fue interrumpida por acción industrial de la cadena ITV lo que llevó a una repetición de la historia en 1979. La tercera y cuarta historias fueron trasmitidas en enero de 1981, y la quinta historia en agosto de 1981, con una sexta historia "enlatada" para futura trasmisión, donde no se dejaba claro un final para la serie y de dónde venían los protagonistas de la serie, dejando muchos misterios sin resolver.
Por este tiempo, los costos de producción de cada capítulo de la serie se incrementaban. El alto perfil y limitada disponibilidad de los actores principales, Lumley y McCallum, conducía a que las grabaciones fueran esporádicas y los productores de ATV estaban en proceso de ser reorganizados en la nueva Central Independent Television, todos estos factores llevaron a la desaparición de la serie. Central sentía que los televidentes podrían confundir los nuevos programas con repeticiones de las series antiguas, y trasmitieron la historia final de cuatro partes en agosto de 1982 con muy poca fanfarria. La serie nunca ha sido repetida en la televisión terrestre del Reino Unido, pero algunos episodios fueron trasmitidos en la estación de cable y satélite Bravo a mediados de los noventas, la serie fue transmitida en algunos países de América Latina los fines de semana en la noche.

## Radioteatro
En el año 2004, la empresa Big Finish Productions obtuvo los derechos de la serie, y comenzó a realizar radioteatros en formato de CD. Estos fueron editados entre los años 2005 y 2008.  Lumley y McCallum rechazaron sus antiguos papeles, que fueron interpretados por Susannah Harker y David Warner, respectivamente. Sin embargo, el actor David Collings volvió a interpretar a Silver en esta nueva versión de la serie. Otros actores que participaron fueron Mark Gattiss y Lisa Bowerman (quién también dirigió algunos episodios).
En un principio, las historias iban a estar cronológicamente situadas anteriormente a la serie de TV, pero luego se decidió que fuera lo contrario, y se sugiere que pudieron escapar de la trampa de la historia 6 (en la serie) gracias a la ayuda de Silver. Sin embargo, en la última historia del radioteatro, se revela que jamás escaparon de la trampa, y que todas las aventuras subsiguientes solo fueron ilusiones, creadas para que los personajes no intentaran escapar.
- Datos: Q2250446